# 森田仁基
森田 仁基（もりた ひろき、1976年4月2日 - ）は、日本の実業家。元株式会社ミクシィ（現・株式会社MIXI）代表取締役社長。
2018年6月22日、自身が代表を兼任するミクシィ子会社（チケットキャンプ）の不祥事により商標法違反の容疑で神戸地方検察庁に書類送検され、同日付でミクシィ（現・MIXI）代表取締役社長および取締役を辞任した。
2018年6月26日に開催予定の定時株主総会において任期満了により退任予定であった。

## 経歴
- 東京都八王子市出身。中央大学総合政策学部卒業。
- 2000年（平成12年） ネットビレッジ株式会社（現株式会社fonfun）入社。
- 2008年（平成20年）11月 株式会社ミクシィ（現・株式会社MIXI）入社。「mixiアプリ」の立ち上げを担当。
- 2011年（平成23年）2月　株式会社グレンジ（サイバーエージェントとミクシィ（現・MIXI）の合弁会社）取締役副社長就任。「mixiゲーム」を推進。
- 2013年（平成25年）1月　株式会社ミクシィ（現・株式会社MIXI）執行役員就任。
- 2013年（平成25年）11月　mixi事業本部長としてSNS「mixi」の事業責任者を務めると共に、「モンスターストライク（モンスト）」の事業拡大を統括。
- 2014年（平成26年）6月　株式会社ミクシィ（現・株式会社MIXI）代表取締役社長就任。[5]
- 2017年（平成29年）12月　株式会社フンザ（株式会社ミクシィ（現・株式会社MIXI）子会社。「チケットキャンプ」運営）代表取締役就任。
- 2018年（平成30年）5月　東京フットボールクラブ株式会社（FC東京）取締役就任。[6]
- 2018年（平成30年）6月　株式会社ミクシィ（現・株式会社MIXI）代表取締役社長辞任[7][8][9]。東京フットボールクラブ株式会社取締役辞任[10]。株式会社フンザ代表取締役辞任。[11]

## 商標法違反容疑による書類送検

### 経緯
- 2017年12月7日
  - ジャニーズ事務所の商標を侵害し、商標法及び不正競争防止法に違反したとして、兵庫県警が「チケットキャンプ」を運営する株式会社フンザの家宅捜索を行う。
  - これを受け、フンザの親会社であるミクシィ（現・MIXI）は「チケットキャンプ」のサービスと、同様にフンザが運営していた「ジャニーズ通信」のサイト運営を休止。
- 2017年12月12日
  - 外部の弁護士等による調査委員会が設置される。
- 2017年12月27日
  - 調査委員会の調査結果を公表。世間でチケット高額転売が問題視され、二次流通に関する法案整備の動きもあることから、上場企業として法令順守や社会的公平性、倫理観や道徳観が強く求められる状況にあるというものであった。
  - その後ミクシィ（現・MIXI）は「チケットキャンプ」を2018年5月末で閉鎖することを決定、フンザの買収を主導し、買収後には管掌役員としてフンザ取締役を兼任していた森田は自身の役員報酬を6ヶ月間全額返納することを発表。
  - これによりミクシィ（現・MIXI）は2018年3月期第3四半期の連結決算において77億2,800万円、単体決算で115億7,300万円の特別損失を計上するほか、今後フンザの清算処理を行う予定としている。
- 2018年6月22日
  - 兵庫県警が法人としてのフンザ及び森田らを商標法違反（商標権侵害）容疑で書類送検。
  - これを受け、森田は同月開催のミクシィ（現・MIXI）株主総会をもって代表取締役を任期満了により退任する予定だったのを前倒しする形で辞任した。

### チケット高額転売における立ち位置
音楽業界においてミクシィ（現・MIXI）との交渉を牽引し続けた日本音楽制作者連盟の野村達矢は自身のTwitter上で、森田がチケット高額転売問題の首謀者であったと痛烈に非難している。